# Andrzej Zajkowski

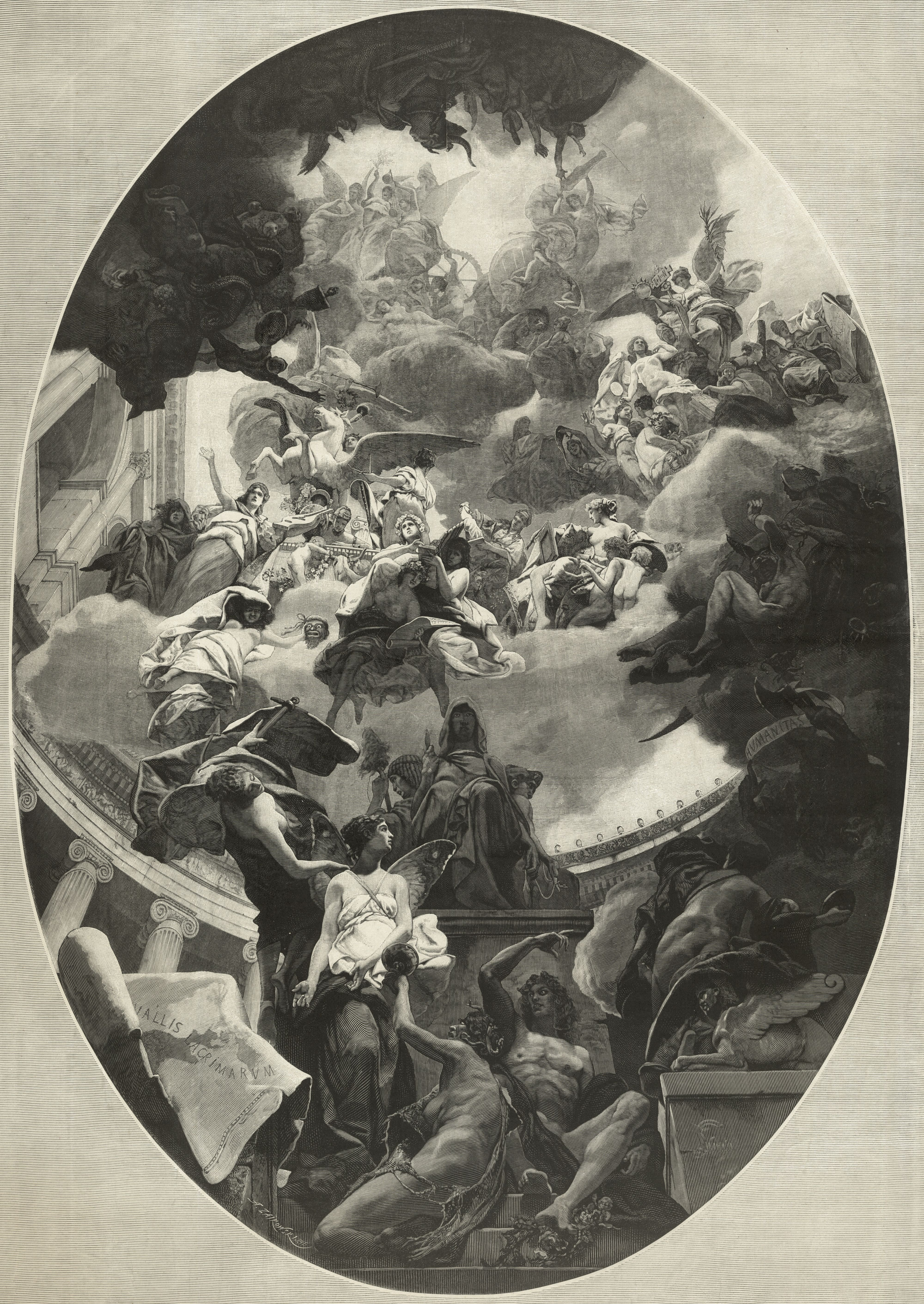
Drzeworyt Andrzeja Zajkowskiego wg rysunku Józefa Buchbindera przedstawiający malowidło stropowe Henryka Siemiradzkiego w pałacu Przebendowskich w Warszawie, 1884

Andrzej Zajkowski (ur. 1851 w Warszawie, zm. 28 listopada 1914 tamże) – wybitny drzeworytnik warszawski, jeden z czołowych przedstawicieli polskiej ksylografii, znakomity odtwórca rysunków Michała Andriollego.

## Życiorys
Czynny w latach 1865–1889, wcześnie zdobył uznacie w środowisku artystycznym. Jego prace zaczęły się ukazywać w „Kłosach” gdy miał niespełna 15 lat, mając lat 20 rytował rysunki Andriollego, z którym współpracował najdłużej (jedna z ostatnich prac Zajkowskiego pt. Koncert nad koncertami, była wg Andriollego). W 1881 roku powierzono mu wykonanie drzeworytów wg rysunków Andriollego do Pana Tadeusza Adama Mickiewicza (wyd. we Lwowie w 1882). Poza Andriollim, Zajkowski rytował dzieła innych znakomitych malarzy i rysowników (m.in. Józefa Chełmońskirgo, Józefa Buchbindera, Wojciecha Gersona, Juliana Fałata, Apoloniusza Kędzierskiego, Juliusza Kossaka, Franciszka Kostrzewskiego, Jana Matejki, Józefa Pankiewicza, Henryk Pillatiego, Władysława Szernera, Leona Wyczółkowskiego i wielu innych). W 1876 roku założył z Janem Styfim krótko działającą drzeworytnię. Za swoje osiągnięcia artystyczne był wielokrotnie nagradzany, m.in. na Wystawach Ornamentacyjnych w Warszawie w latach 1886–1888 oraz Wystawie Sztuki Drukarskiej w Petersburgu w 1895 roku.